# Río Grijalva
Der Río Grijalva ist ein 766 km langer Fluss im Südosten Mexikos. Er wurde nach seinem spanischen Entdecker Juan de Grijalva benannt.

## Geographie
Wenige Kilometer von seinem Quellgebiet unweit der mexikanischen Grenze in der Sierra de los Cuchumatanes in Guatemala entfernt fließt der Río Grijalva zunächst nach Nordwesten, dann wendet er sich nach Norden und durchfließt die mexikanischen Bundesstaaten Chiapas und Tabasco. Nordöstlich von Villahermosa verbindet er sich mit dem westlichen der drei Mündungsarme des Río Usumacinta und bildet das sumpfige Flussdelta der Pantanos de Centla; etwa 25 Kilometer weiter nördlich mündet er in den Golf von Mexiko.

## Städte
Wichtige Städte am Río Grijalva oder in seiner Nähe sind Tuxtla Gutiérrez, Cárdenas und Villahermosa. Nördlich von Tuxtla Gutierrez durchfließt er den Cañón del Sumidero.

## Wirtschaft
Im Laufe seines Stromes befinden sich die größten Wasserkraftwerke Mexikos: La Angostura (Dr. Belisario Domínguez), Malpaso (Netzhualcoyotl), Manuel-M.-Torres-Staudamm (Chicoasén) und Peñitas (General Angel Albino Corzo). Die Kraftwerke entlang des Flusses liefern etwa 30 % des in Mexiko produzierten Stromes. Der tief ins Bergland eingeschnittene Cañón del Sumidero ist von großer Bedeutung für den Tourismus in der Region.

## Geschichte
Da der Río Grijalva in früheren Zeiten häufig über die Ufer trat, finden sich unmittelbar an seinen Ufern weder antike noch neue Städte. Die präkolumbische Ruinenstätte von Chiapa de Corzo liegt etwa 100 m oberhalb des Flussniveaus. Im Jahre 1518 wurde das Mündungsgebiet des Flusses von einem spanischen Expeditionscorps unter der Führung von Juan de Grijalva entdeckt und überquert. Im Oktober/November 2007 wurden – trotz der auch zur Wasserregulierung eingesetzten Stauseen – bei Überschwemmungen mehrere Ortschaften entlang des Flusses überflutet und teilweise zerstört; hunderte Menschen kamen ums Leben.

## Fauna
Anders als der Río Usumacinta ist der Río Grijalva durch mehrere Stauseen unterbrochen, was sich negativ auf die Artenvielfalt ausgewirkt hat; so wurden ehemalige Habitate von Jaguaren, Krokodilen, Flussschildkröten etc. weitgehend zerstört. Nur das sumpfige Biosphärenreservat der Pantanos de Centla im Mündungsbereich des Flusses bietet noch weitgehend naturbelassene Lebensräume vor allem für Vögel.